# Eublaberus sulzeri
Eublaberus sulzeri är en kackerlacksart som först beskrevs av Félix Édouard Guérin-Méneville 1857.  Eublaberus sulzeri ingår i släktet Eublaberus och familjen jättekackerlackor. Inga underarter finns listade i Catalogue of Life.